# 海吉克
海吉克，是匈牙利杰尔-莫雄-肖普朗州所辖的一个村。总面积26.84平方公里，总人口1340，人口密度49.9人/平方公里（2011年1月1日）。